# Jindřich VI. Anglický
Jindřich VI. (6. prosince 1421 Windsor – 21. května 1471 Londýn) byl v letech 1422–1461 a 1470–1471 anglickým králem a v letech 1422–1453 také de iure králem francouzským. Byl posledním anglickým panovníkem z rodu Lancasterů. Jeho otcem byl Jindřich V. Anglický a matkou Kateřina z Valois, dcera francouzského krále Karla VI.

## Dětský král
Ve svém mládí žil u své matky Kateřiny z Valois a jeho državám ve Francii i v Anglii vládli jeho strýcové. Za jejich řízení pokračovala Anglie ve válce proti Dauphinovi Karlovi, který po smrti svého otce Karla VI. vznesl nárok na francouzský trůn.
Jindřich byl ve svých osmi letech, v listopadu 1429, korunován ve Westminsterském opatství, ale byl ještě příliš mladý, aby mohl samostatně vládnout. Proto si jeho ministři podrželi úřady a dál se snažili kontrolovat záležitosti v obou zemích. V prosinci 1431 byl Jindřich korunován francouzským králem v Paříži. Francouzi ho však nepřijali a Angličané museli pod tlakem budoucího Karla VII. začít ustupovat. Již v této době začíná spor mezi Humphreyem, vévodou z Gloucestru, a kardinálem Beaufortem. Oba měli rozdílné názory na další vedení této války, zvané stoletá válka. Humphrey chtěl ve válce za každou cenu pokračovat, zatímco Beaufort ji chtěl ukončit za nejvýhodnějších podmínek.
Koncem roku 1435, když bylo králi 14, všechny úspěchy jeho otce ležely v ruinách. Když následujícího roku zemřela králova matka Kateřina z Valois, ukázalo se, že byla již po několik let provdána za velšského statkáře Owena Tudora a měla s ním čtyři děti. V té chvíli ještě nikdo nemohl tušit, že rod Tudorů jednou usedne na anglický trůn.

## Konec stoleté války a začátek válek růží

Situace na kontinentu v r. 1435

V květnu 1445 se Jindřich oženil s Markétou z Anjou bez věna. Markéta byla velmi silná osobnost a brzy se naučila, jak přesvědčit krále, aby dělal to, co chce ona.
O dva roky později byl zavražděn vévoda Humphrey a o něco později zemřel i jeho nepřítel kardinál Beaufort. Jejich spor však nebyl zapomenut a převzali jej kardinálovi příbuzní vévodové ze Somersetu a Gloucestrův chráněnec, Richard Plantagenet, vévoda z Yorku. Touto dobou byla již válka s Francií ztracena. Poslední bitva se odehrála 17. července 1453 u Castillonu, kde se proti sobě postavily dvě armády, jedna pod vedením generála Talbota, druhá pod vlajkami Karla VII. Francouzského. Francouzské dělostřelectvo rozprášilo anglickou armádu i s jejími lučištníky. Anglie touto bitvou ztratila veškerá území ve Francii kromě přístavu Calais. Když se Jindřich tuto zprávu dozvěděl, zešílel a šílený zůstal po dlouhou dobu jednoho a půl roku. Tím svou zemi odsoudil k dalším desetiletím války, tentokrát občanské.
Poté, co král zešílel, sešel se v únoru 1454 parlament a jmenoval místodržícím království člena královského rodu Richarda, vévodu z Yorku. Na začátku roku 1455 se králi začal vracet zdravý rozum. Dne 4. března 1455 předsedal Jindřich VI. zasedání rady v Greenwichi, kde začal mařit a rušit všechna rozhodnutí, která učinil protektor.
Po skončení tohoto zasedání královské rady opustili vévoda z Yorku, hrabě ze Salisbury a mladý hrabě z Warwicku Londýn a vrátili se na své statky. Na květen svolala rada do Leicesteru, oblíbené pevnosti Lancasterů, parlament. Pozvánky dostala jen vybraná skupina nepřátel Yorka a Nevillů. York, Salisbury a Warwick cítili, že na ně připravují past, a proto ozbrojili své družiny a vydali se na pochod do Londýna. Yorkova armáda ráno 22. května 1455 zaujala pozice v polích poblíž města St Albans. Vévoda z Buckinghamu, nově jmenovaný konstáblem, dorazil k St Albans kolem osmé hodiny ráno, několik hodin po Yorkistech. První bitvou u St Albans začala občanská válka, která se nakonec táhla s přestávkami a střídavými úspěchy po třicet let.
Bitva u Towtonu 27. března 1461 rozhodla o tom, že Jindřicha připravil o trůn Yorkův syn Eduard IV. a bývalý král byl uvězněn v Toweru. V září 1470 přistál hrabě z Warwicku spolu s vévodou z Clarence a šesti loďmi v Anglii a střetli se s vojskem Eduarda IV. Po Eduardově porážce byl Jindřich znovudosazen na trůn. V březnu 1471 se Eduard vrátil do Anglie s vojskem a Jindřich se znovu ocitl v Toweru, kde byl 21. května pravděpodobně zavražděn. Hlavní větev Lancasterů tak vymřela a moc v zemi připadla Yorkům.

## Osobnost Jindřicha VI.
Králova povaha byla složitá. Byl jistě slabý, snadno ovladatelný a příliš laskavý, ale uměl být i tvrdohlavý a pomstychtivý. Neměl schopnosti vládnout, mnohem víc ho zajímalo náboženství a vzdělání. Byl velice cudný, dokonce se říká, že jediné dítě Markéty z Anjou, Eduard, nebylo Jindřichovo. Jak stárnul, prohlubovalo se jeho náboženské zanícení. Ve dnech církevních svátků a postu nosil žíněnou košili a dokonce nařídil, aby jeho jídlo začínalo krvavým kusem masa v upomínku na Ježíšovy rány. Postupně se stal zcela neschopný vyrovnat se se svými povinnostmi, kterých se zbavoval útěkem do apatie.

## Vývod z předků
|                       |                         |  |                     |                             |  |  |  |  |  |  |  | Eduard III. Anglický |
|                       |                         |  |                     |                             |  |  |  |  |  |  |  |                      |
|                       | Jan z Gentu             |  |                     |                             |  |  |  |  |  |  |  |                      |
|                       |                         |  |                     |                             |  |  |  |  |  |  |  |                      |
|                       |                         |  |                     | Filipa z Hainault           |  |  |  |  |  |  |  |                      |
|                       |                         |  |                     |                             |  |  |  |  |  |  |  |                      |
|                       | Jindřich IV. Anglický   |  |                     |                             |  |  |  |  |  |  |  |                      |
|                       |                         |  |                     |                             |  |  |  |  |  |  |  |                      |
|                       |                         |  |                     | Jindřich z Grosmontu        |  |  |  |  |  |  |  |                      |
|                       |                         |  |                     |                             |  |  |  |  |  |  |  |                      |
|                       | Blanka z Lancasteru     |  |                     |                             |  |  |  |  |  |  |  |                      |
|                       |                         |  |                     |                             |  |  |  |  |  |  |  |                      |
|                       |                         |  |                     | Isabela z Beaumontu         |  |  |  |  |  |  |  |                      |
|                       |                         |  |                     |                             |  |  |  |  |  |  |  |                      |
|                       | Jindřich V. Plantagenet |  |                     |                             |  |  |  |  |  |  |  |                      |
|                       |                         |  |                     |                             |  |  |  |  |  |  |  |                      |
|                       |                         |  |                     | Vilém de Bohun              |  |  |  |  |  |  |  |                      |
|                       |                         |  |                     |                             |  |  |  |  |  |  |  |                      |
|                       | Humphrey de Bohun       |  |                     |                             |  |  |  |  |  |  |  |                      |
|                       |                         |  |                     |                             |  |  |  |  |  |  |  |                      |
|                       |                         |  |                     | Elizabeth de Badlesmere     |  |  |  |  |  |  |  |                      |
|                       |                         |  |                     |                             |  |  |  |  |  |  |  |                      |
|                       | Marie de Bohun          |  |                     |                             |  |  |  |  |  |  |  |                      |
|                       |                         |  |                     |                             |  |  |  |  |  |  |  |                      |
|                       |                         |  |                     | Richard FitzAlan z Arundelu |  |  |  |  |  |  |  |                      |
|                       |                         |  |                     |                             |  |  |  |  |  |  |  |                      |
|                       | Johana Fitzalan         |  |                     |                             |  |  |  |  |  |  |  |                      |
|                       |                         |  |                     |                             |  |  |  |  |  |  |  |                      |
|                       |                         |  |                     | Eleonora z Lancasteru       |  |  |  |  |  |  |  |                      |
|                       |                         |  |                     |                             |  |  |  |  |  |  |  |                      |
| Jindřich VI. Anglický |                         |  |                     |                             |  |  |  |  |  |  |  |                      |
|                       |                         |  |                     |                             |  |  |  |  |  |  |  |                      |
|                       |                         |  | Jan II. Francouzský |                             |  |  |  |  |  |  |  |                      |
|                       |                         |  |                     |                             |  |  |  |  |  |  |  |                      |
|                       | Karel V. Francouzský    |  |                     |                             |  |  |  |  |  |  |  |                      |
|                       |                         |  |                     |                             |  |  |  |  |  |  |  |                      |
|                       |                         |  |                     | Jitka Lucemburská           |  |  |  |  |  |  |  |                      |
|                       |                         |  |                     |                             |  |  |  |  |  |  |  |                      |
|                       | Karel VI. Francouzský   |  |                     |                             |  |  |  |  |  |  |  |                      |
|                       |                         |  |                     |                             |  |  |  |  |  |  |  |                      |
|                       |                         |  |                     | Petr I. Bourbonský          |  |  |  |  |  |  |  |                      |
|                       |                         |  |                     |                             |  |  |  |  |  |  |  |                      |
|                       | Johana Bourbonská       |  |                     |                             |  |  |  |  |  |  |  |                      |
|                       |                         |  |                     |                             |  |  |  |  |  |  |  |                      |
|                       |                         |  |                     | Izabela z Valois            |  |  |  |  |  |  |  |                      |
|                       |                         |  |                     |                             |  |  |  |  |  |  |  |                      |
|                       | Kateřina z Valois       |  |                     |                             |  |  |  |  |  |  |  |                      |
|                       |                         |  |                     |                             |  |  |  |  |  |  |  |                      |
|                       |                         |  |                     | Štěpán II. Bavorský         |  |  |  |  |  |  |  |                      |
|                       |                         |  |                     |                             |  |  |  |  |  |  |  |                      |
|                       | Štěpán III. Bavorský    |  |                     |                             |  |  |  |  |  |  |  |                      |
|                       |                         |  |                     |                             |  |  |  |  |  |  |  |                      |
|                       |                         |  |                     | Alžběta Sicilská            |  |  |  |  |  |  |  |                      |
|                       |                         |  |                     |                             |  |  |  |  |  |  |  |                      |
|                       | Isabela Bavorská        |  |                     |                             |  |  |  |  |  |  |  |                      |
|                       |                         |  |                     |                             |  |  |  |  |  |  |  |                      |
|                       |                         |  |                     | Bernabo Visconti            |  |  |  |  |  |  |  |                      |
|                       |                         |  |                     |                             |  |  |  |  |  |  |  |                      |
|                       | Taddea Visconti         |  |                     |                             |  |  |  |  |  |  |  |                      |
|                       |                         |  |                     |                             |  |  |  |  |  |  |  |                      |
|                       |                         |  |                     | Beatrice Regina della Scala |  |  |  |  |  |  |  |                      |
|                       |                         |  |                     |                             |  |  |  |  |  |  |  |                      |